# Вула
Вула (грец. Βούλα) — муніципалітет в Греції у Східній Аттиці, передмістя Афін. Розташоване на відстані приблизно 20 км від центру столиці, на південний захід від Афінського міжнародного аеропорту. Муніципалітет зв'язаний з Афінами лінією Афінського трамваю Синтагма — Вула.
Міська забудова розпочалася в 1960-тих роках. Зараз це густонаселений район із високими цінами на нерухомість.

## Населення
| Рік  | Населення |
| ---- | --------- |
| 1981 | 10,539    |
| 1991 | 17,998    |
| 2001 | 25,532    |